# Iossif Wikentjewitsch Kossior
Iossif Wikentjewitsch Kossior (russ. Иосиф Викентьевич Косиор; *  31. Januarjul. / 12. Februar 1893greg. in Węgrów; † 3. Juli 1937) war ein russischer und sowjetischer Politiker und Wirtschaftsfunktionär. 

## Leben
Kossior wurde in eine Arbeiterfamilie geboren; sein älterer Bruder war Stanislaw Wikentjewitsch Kossior. Er selbst war als Metallarbeiter tätig. Im Jahr 1908 trat er der SDAPR bei und war für diese im Donbass aktiv. Aufgrund seiner politischen Tätigkeit war er wiederholt Repressionen ausgesetzt. 1912 wurde er ins Gouvernement Jenisseisk verbannt. Anfang 1917 konnte er fliehen und ging nach Moskau, um dort in der Parteiorganisation der SDAPR (Bolschewiki) zu arbeiten. Kossior hatte deswegen Anteil an der Vorbereitung und Durchführung der Oktoberrevolution in Moskau. Er war Vorsitzender des Militärrevolutionären Komitees des Rajons Samoskworetschje in Moskau und dann Vorsitzender des Rajonsowjets. Während des Russischen Bürgerkriegs war Kossior von 1918 bis 1920 Kommissar einer Abteilung an der Südfront und Mitglied des Revolutionären Kriegsrat der neunten und zwölften Roten Armee. Von 1920 bis 1922 war er Kommandeur der kaukasischen Arbeitsarmee.
1923 wurde Kossior Vorsitzender des Grosneft-Trusts (Грознефть; Grosny Öl) und 1926 Vorsitzender des Aufsichtsrates des Jugostal-Trusts (Югосталь; dt. Südstahl). 1927 wurde er stellvertretender Vorsitzender des Obersten Volkswirtschaftsrates der UdSSR, 1930 Vorsitzender des Vorstandes des Wostokstal-Trusts (Востоксталь; dt. Oststahl) und 1931 Leiter der Sektion für Brennstoff-Industrie und stellvertretender Volkskommissar für die Schwerindustrie der UdSSR. Ab 1933 war Kossior Beauftragter des Rates der Volkskommissare der UdSSR im Fernöstlichen Kreis.
Er war Delegierter des XIV. sowie des XV. Parteitages. Er war von 1925 bis 1927 Kandidat, dann ab 1927 Mitglied des Zentralkomitees der Partei. Kossior war auch Mitglied des Zentralen Exekutivkomitees der UdSSR.
Kossior starb in einem Sanatorium bei Moskau. Er wurde auf dem Nowodewitschi-Friedhof in Moskau beigesetzt.

## Ehrungen
Kossior wurde mit dem Leninorden und zahlreichen weiteren Medaillen ausgezeichnet.